# Zamarada herbuloti
Zamarada herbuloti là một loài bướm đêm trong họ Geometridae.